# Orașul vechi din Varșovia
Orașul vechi din Varșovia (în poloneză Stare Miasto) este cea mai veche parte a capitalei.

## Istoric
Regele polonez Stanislaw August Poniatowski i-a solicitat unui pictor renumit, pe nume Bernando Belloto (1720-1780), să vina la Varșovia. La scurt timp de la sosire, acesta s-a îndrăgostit pentru totdeauna de acest oraș. Canaletto (nume sub care acest pictor mai este cunoscut) a decorat castelul regelui, de la marginea vechiului oraș, cu picturi detaliate ale perspectivelor arhitectonice ale orașului cu peisaje, lăsând posterității o serie întreagă de picturi care impresionează prin aspectul fotografic al execuției. Perspectivele topografice ale lui Canaletto, cu culori vii și umbre accentuate, care după moartea sa au pălit, fără șansa de a mai putea fi revigorate, au creat o impresie puternică asupra meșterilor și arhitecților Varșoviei. Soarta culorilor lui Canaletto a urmat același curs fatidic ca și al Varșoviei celui de-Al Doilea Război Mondial. Începând cu anul 1945, în locul fostului oraș nu se mai găseau decât ruinele fumegânde ale trecerii unui război devastator, semn al răzbunării germanilor împotriva eroismului localnicilor și a armatei poloneze care au apărat Varșovia, la sfârșitul anului 1944, casă cu casă, de cotropirea Germaniei naziste. Ca răspuns, naziștii au ras din temelii orașul.

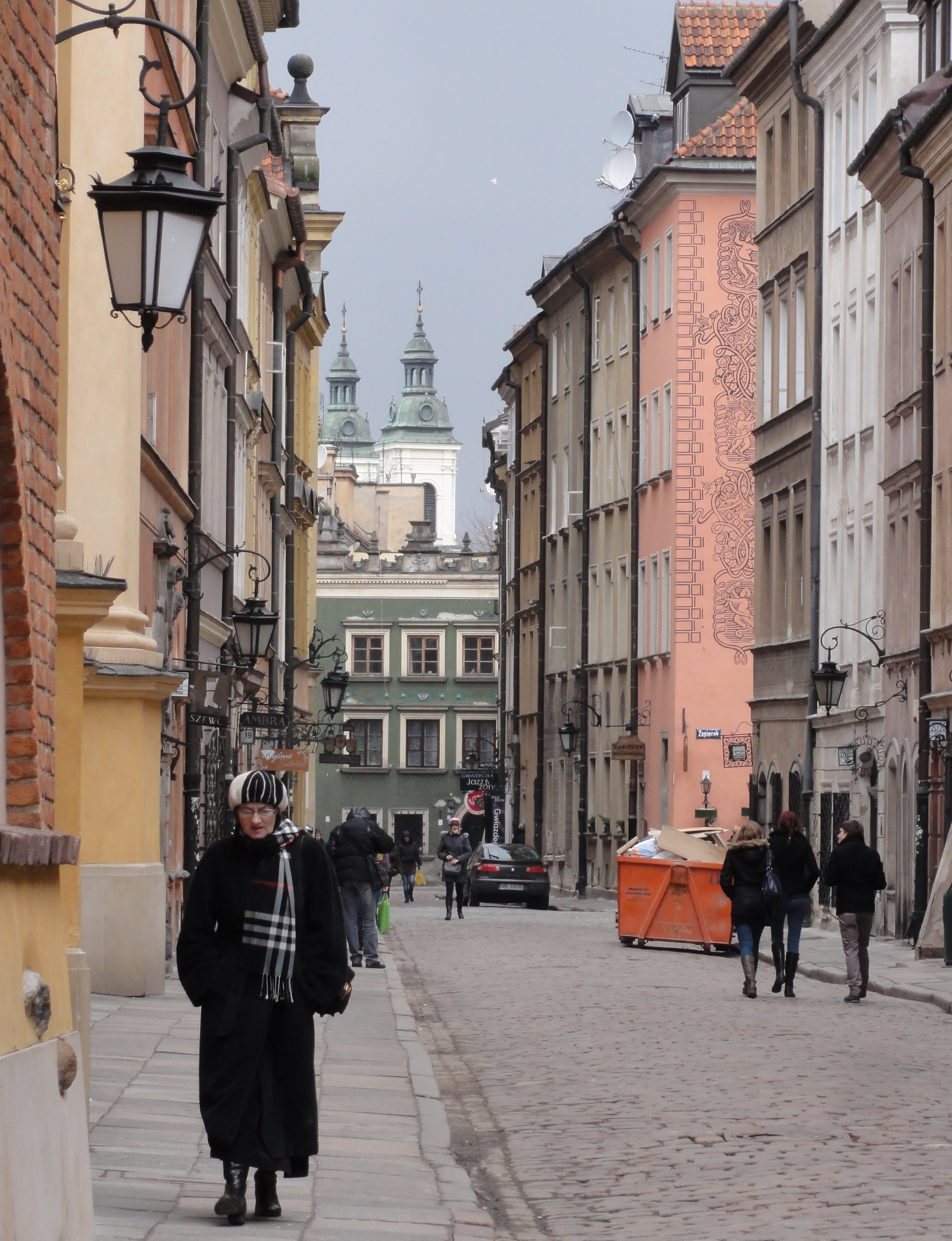
Stradă din orașul vechi

Reconstrucția capitalei Poloniei a beneficiat de imaginile desprinse din picturile foarte detaliate ale lui Canaletto. Constructorii s-au orientat, în alegerea modelelor, mai mult spre reprezentările cu aspect medieval, care au surprins cu multă exactitate configurația orașului, decât spre cele ale "orașului-mamă", care le-ar fi putut oferi modele mai apropiate mentalităților arhitectonice ale secolului XX. Astfel, Biserica Maria (secolele XV-XVI), care se află în perimetrul Orașului Nou, după reconstrucția sa primește atributele arhitectonice gotice ale picturilor lui Canaletto. Numai presbiteriul a fost păstrat sub configurația sa inițială din secolul al XVIII-lea. Piața centrală a noului oraș este de două ori mai mare decât modelul ei din orașul vechi, corespunzând până la identitate picturilor ce-o înfățișau în secolul al XVIII-lea. Biserică Sacramentală fusese înființată în anul 1689, în cinstea victoriei polonezilor asupra turcilor; cupola elegantului său corp central se ridică din nou, mândră, dominând casele și piața reconstruită, din centrul orașului nou.

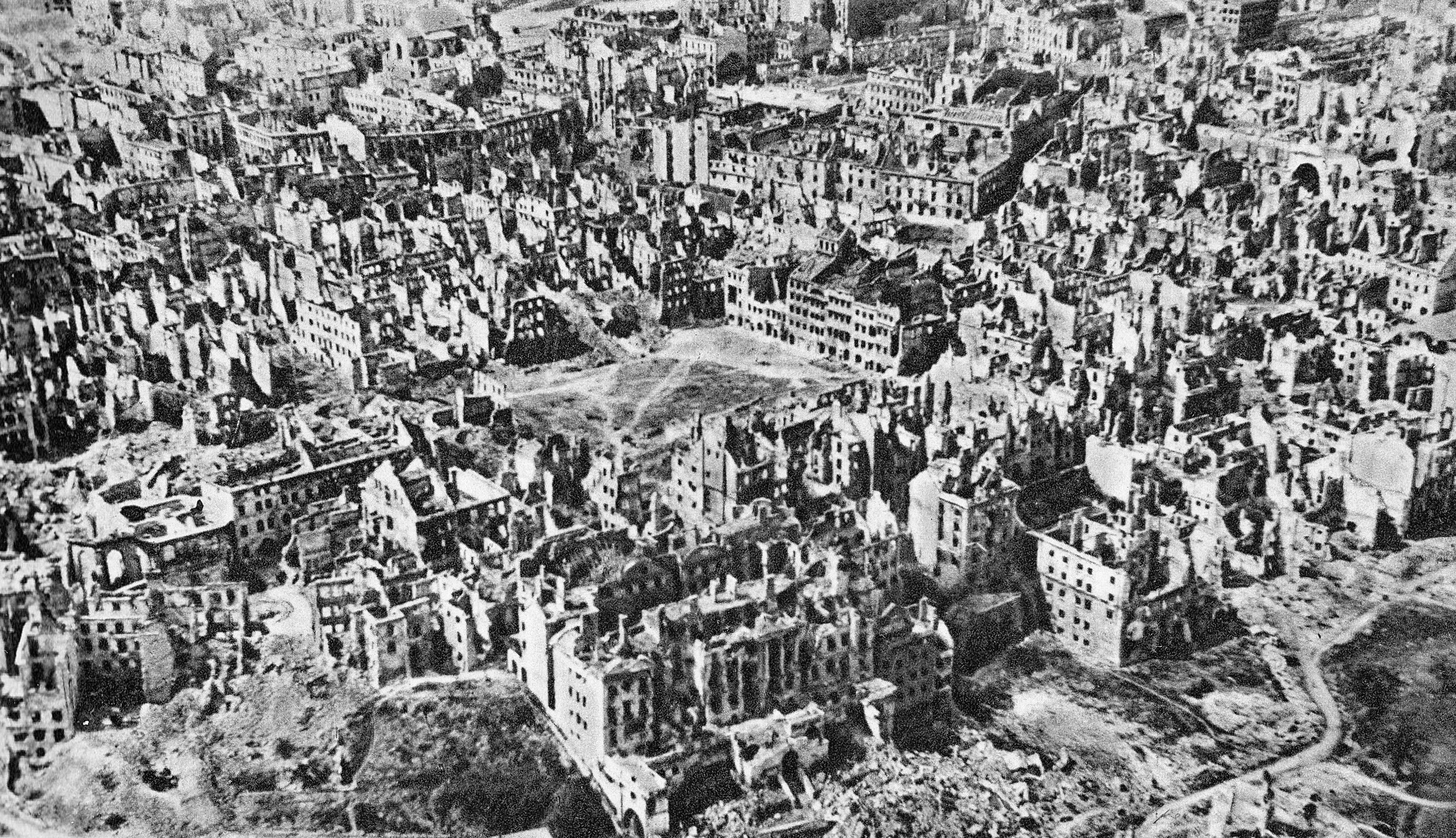
Ruinele orașului vechi din anul 1945

Istoria Varșoviei reprezintă un lung șir de distrugeri și reconstrucții. În anul 1596, Sigismund al III-lea Vasa punea temeliile acestui oraș, dându-i destinația de reședință a suveranului. Mai târziu, acesta a transformat-o în capitală a Poloniei. După moartea sa, ca urmare a luptelor dintre ulteriorii pretendenți ai coroanei, de la mijlocul secolului al XVII-lea, orașul a fost distrus de suedezi până la temelii. În anul 1794, rușii și austriecii l-au bombardat timp de două luni. După cea de-a treia divizare a țării, Varșovia a devenit capitala micului comitat ce purta același nume. Apoi devine centru al mișcării naționale de rezistență din anul 1830-1831, aici concentrându-se toate forțele populare interesate să apere identitatea istorică a neamului împotriva cotropitorilor ruși. Aceștia din urmă au înăbușit în sânge mișcarea poloneză de la Varșovia și și-au întărit pozițiile din interiorul bastioanelor și a zidurilor de apărare, făcând din ele o citadelă puternică, aparent inexpugnabilă. Mai târziu, au fost adăugate și alte șase forturi dispuse în exteriorul construcțiilor defensive, cu scopul de a le arată polonezilor din mișcarea de rezistență limitele dorinței lor de libertate. Barbacanele și construcțiile strategice de apărare, reconstruite, din fața porților, au ca model lucrările din secolul al XVI-lea, numai că la ora actuală, destinația acestui complex istoric este cea de gazdă a unor expoziții.
După mișcarea disperată a rezistenței poloneze din anul 1863, țarul rus domnea peste "Regatul Polon" - o țară care părea că se sfârșește, o dată pentru totdeauna, datorită unei pustiitoare înfrângeri. Nici Varșovia nu mai era orașul în care pulsa cultura de altădată; începuse timpul unui continuu priveghi în cinstea eroilor pierduți, a luptei lor nobile și ridicarea mai multor monumente, în amintirea lor. Totuși, localnicii au regăsit puterea de a se ridica din acest marasm istoric și și-au reconstruit orașul, care nu după mult timp a devenit o metropolă. În timpul cotropirii germane , avioanele germane de asalt și bombardierele au bombardat, săptămâni de-a rândul, orașul, împrăștiind moartea pe toată întinderea sa. Din castelul ce data din secolul al XVII-lea, n-au mai rămas decât resturi fumegânde și moloz. Un număr impresionant de clădiri, cu caracter istoric, printre care și palatul Krasinski, au devenit ruine și cenușă.

## Galerie

### Biserici

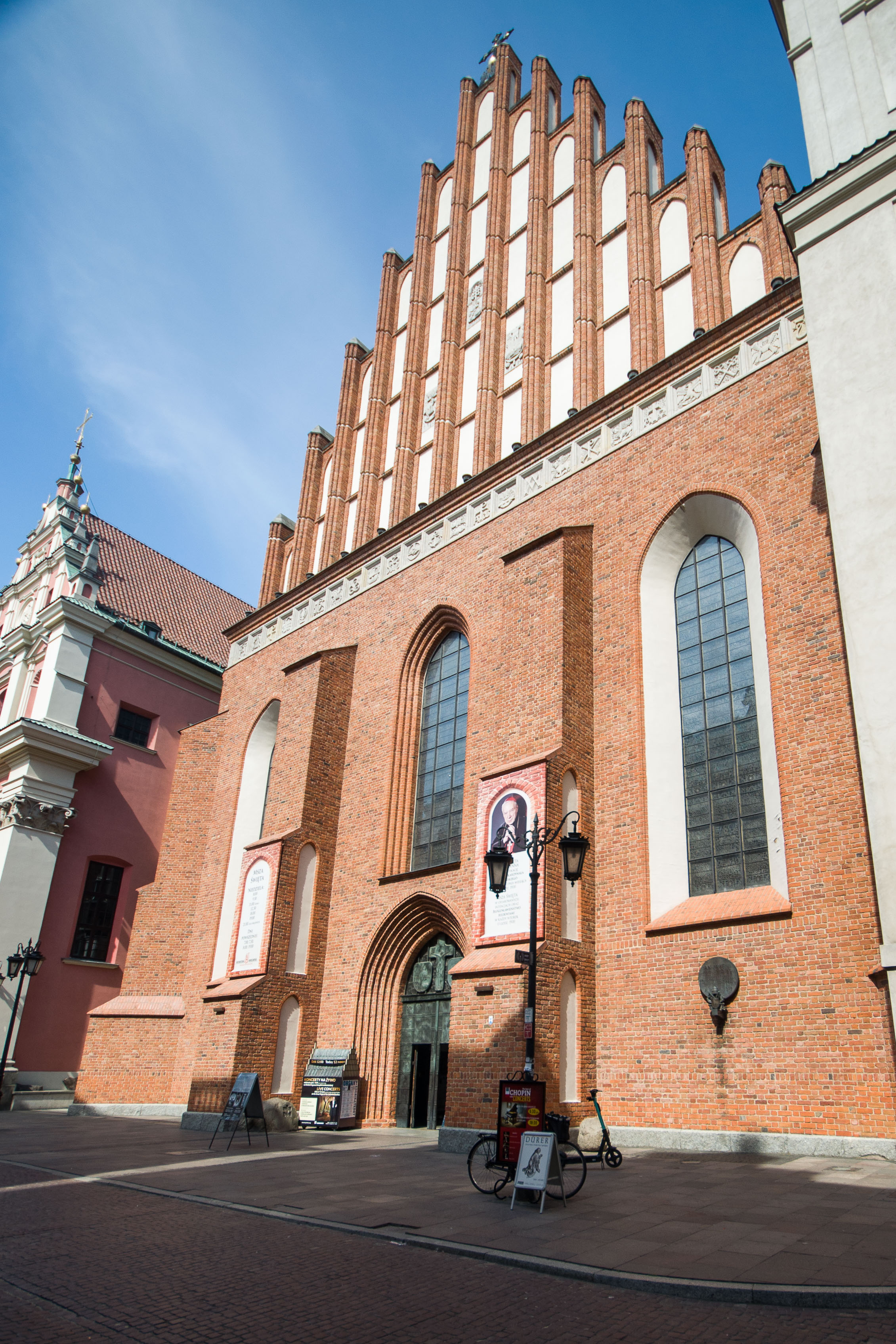
Catedrala Sfântul Ioan
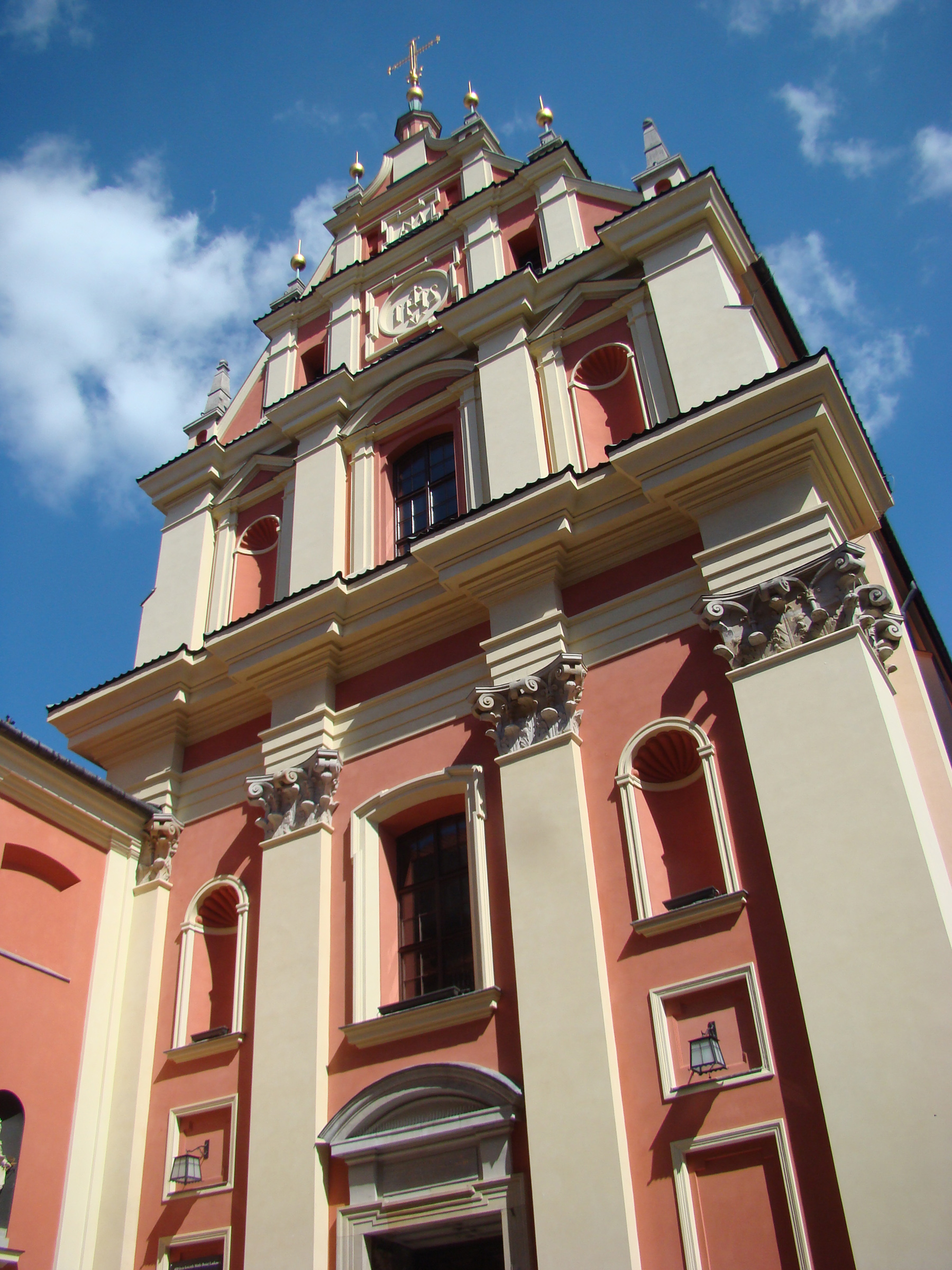
Biserica Iezuiților
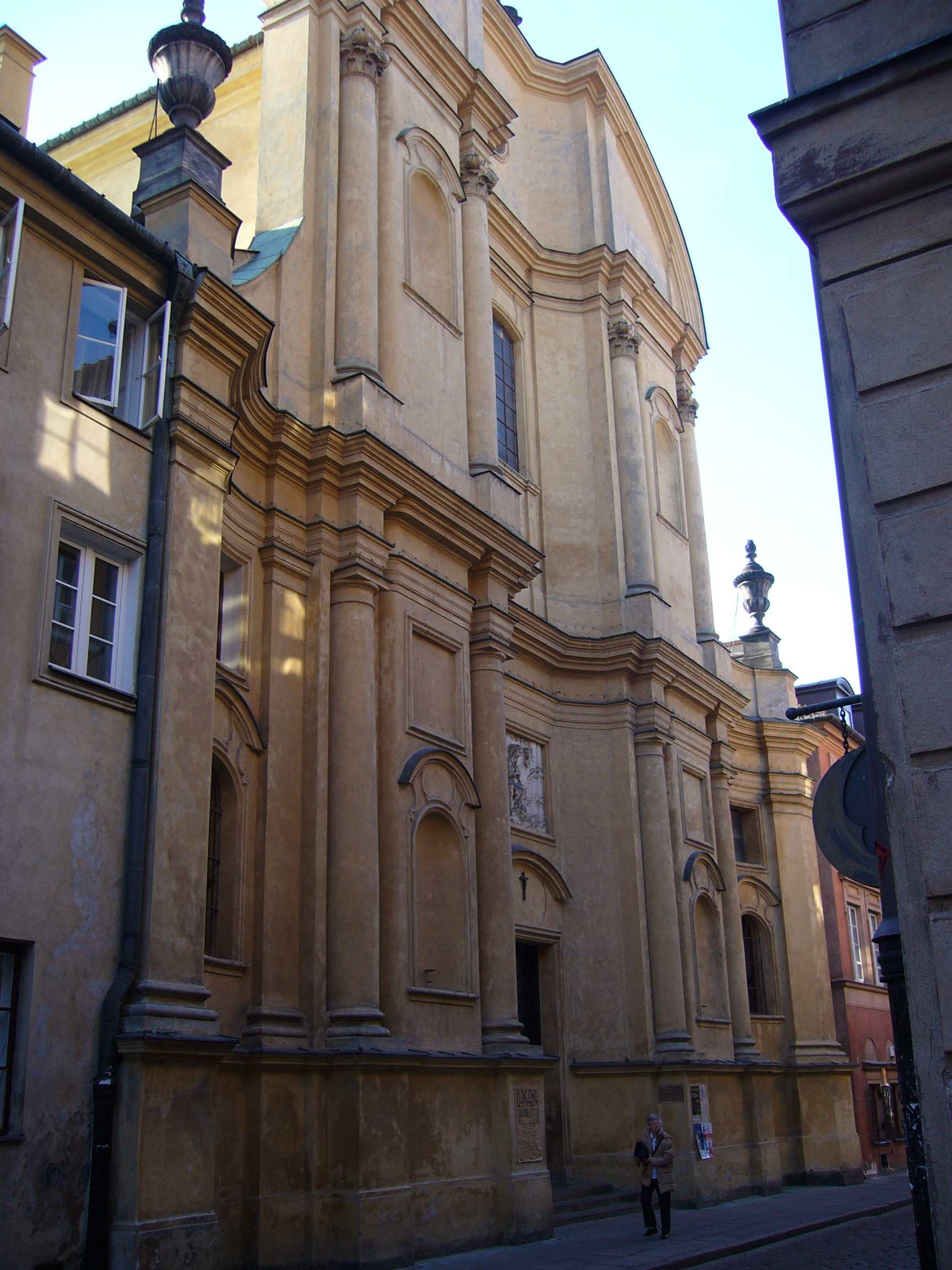
Biserica "Sfântul Martin"

### Zidurile de apărare

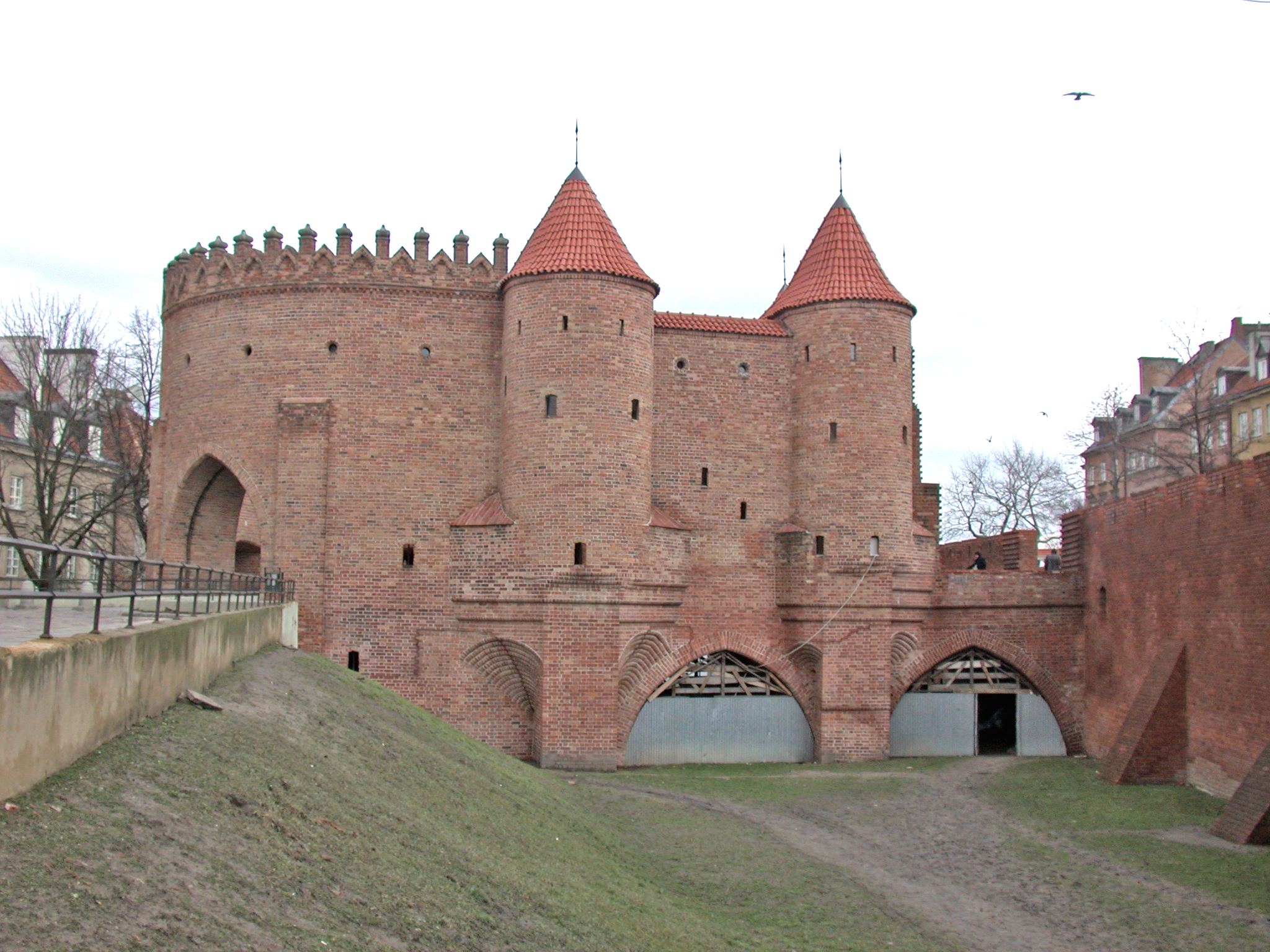
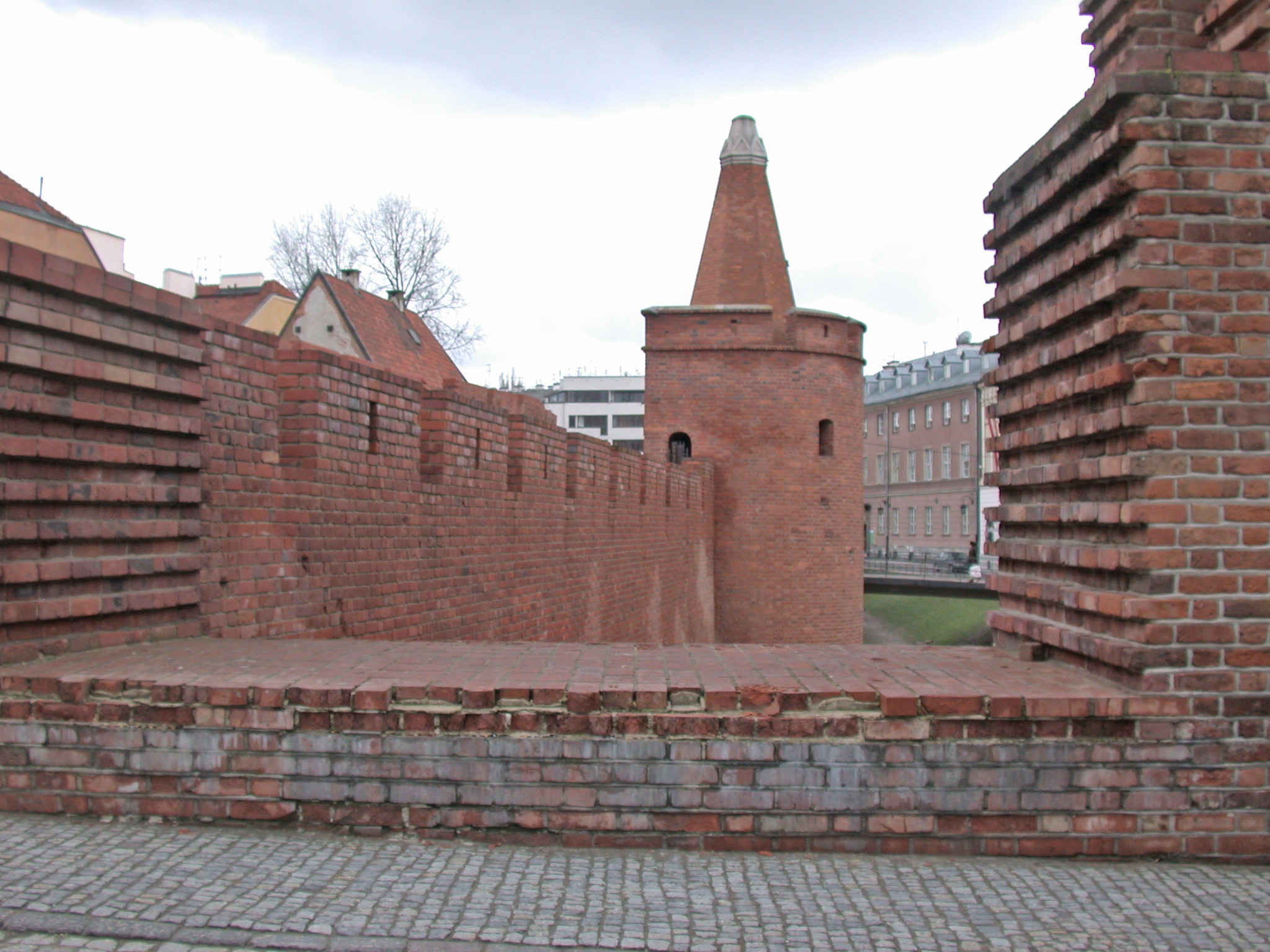
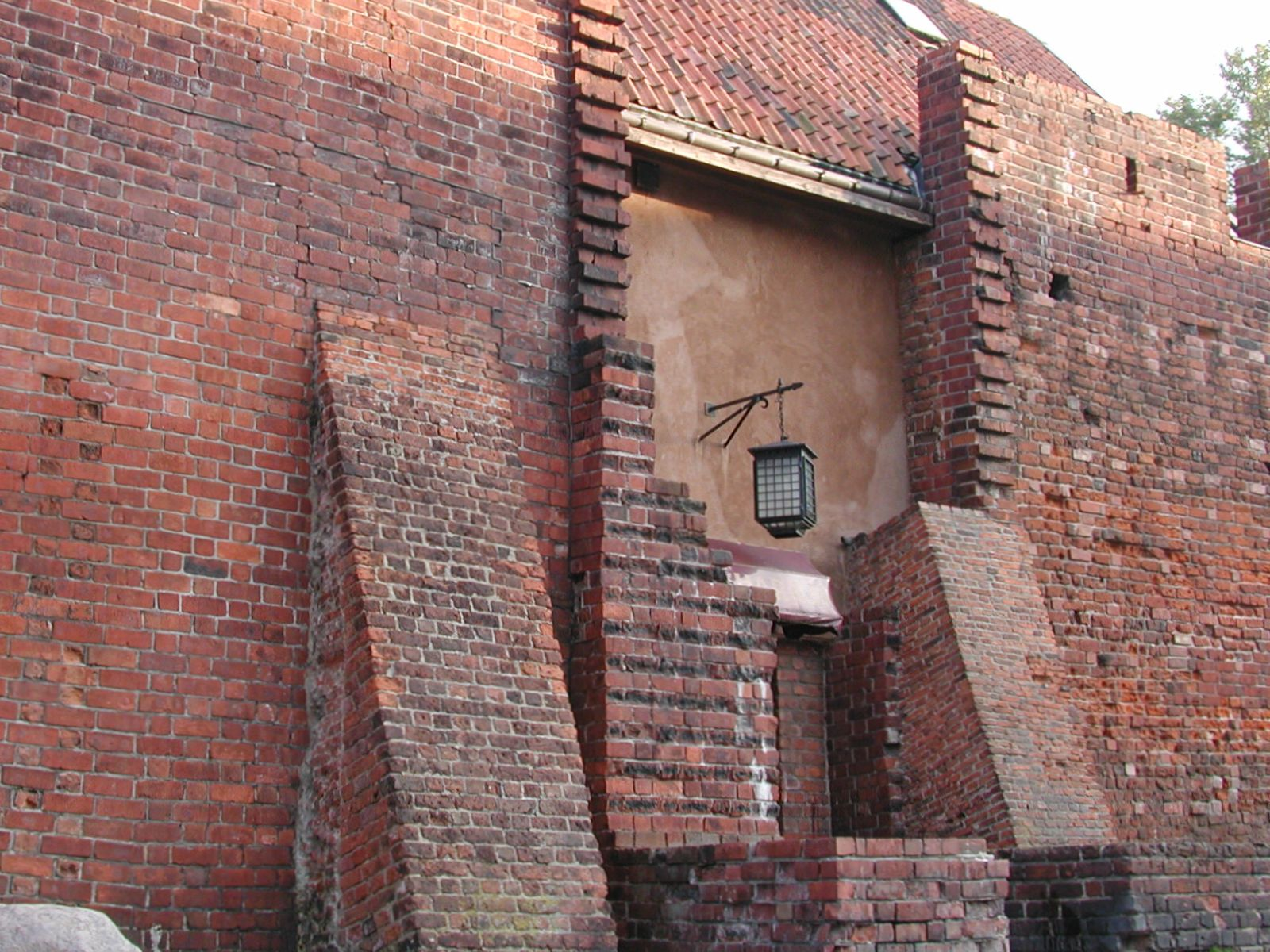
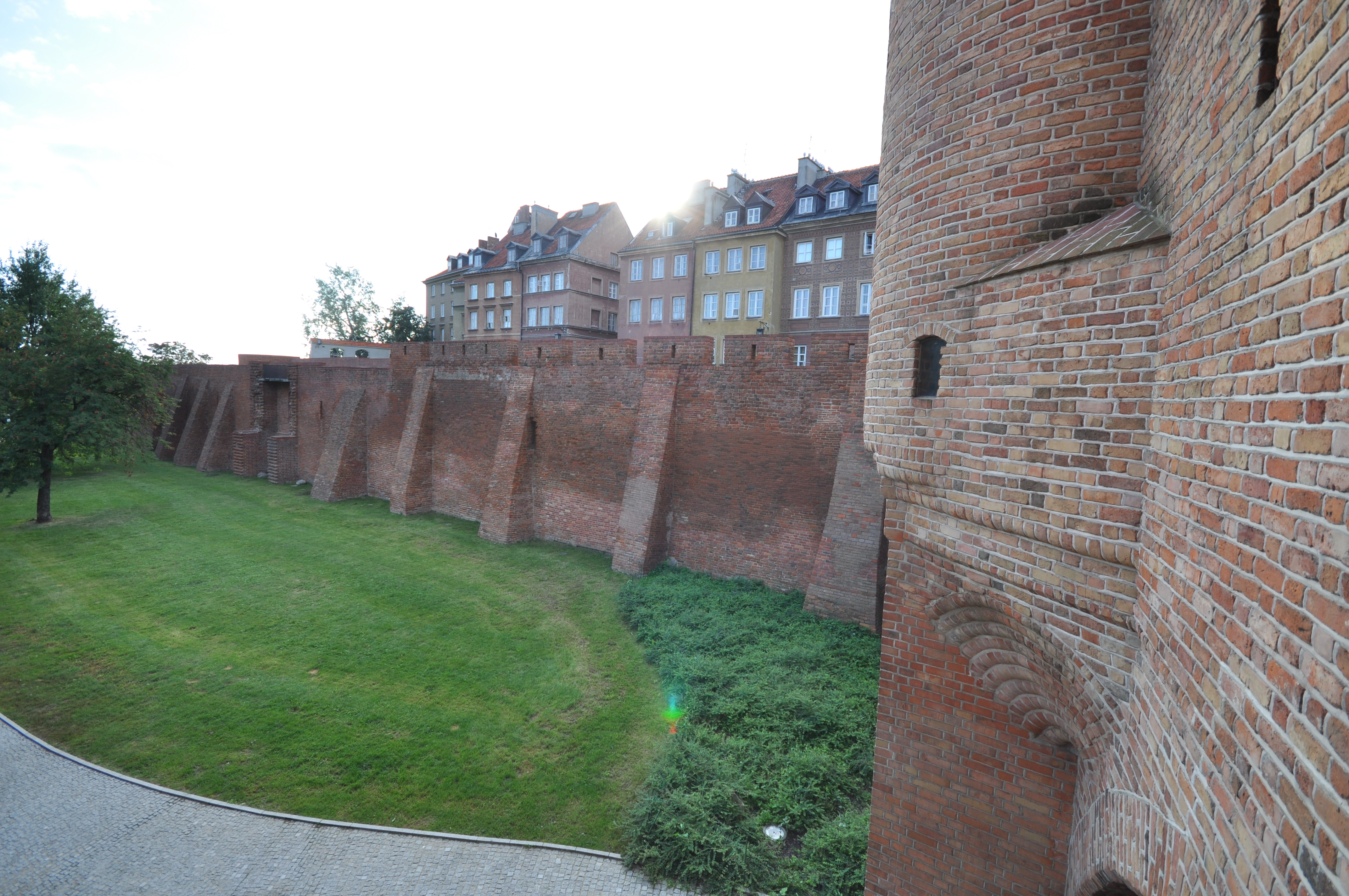
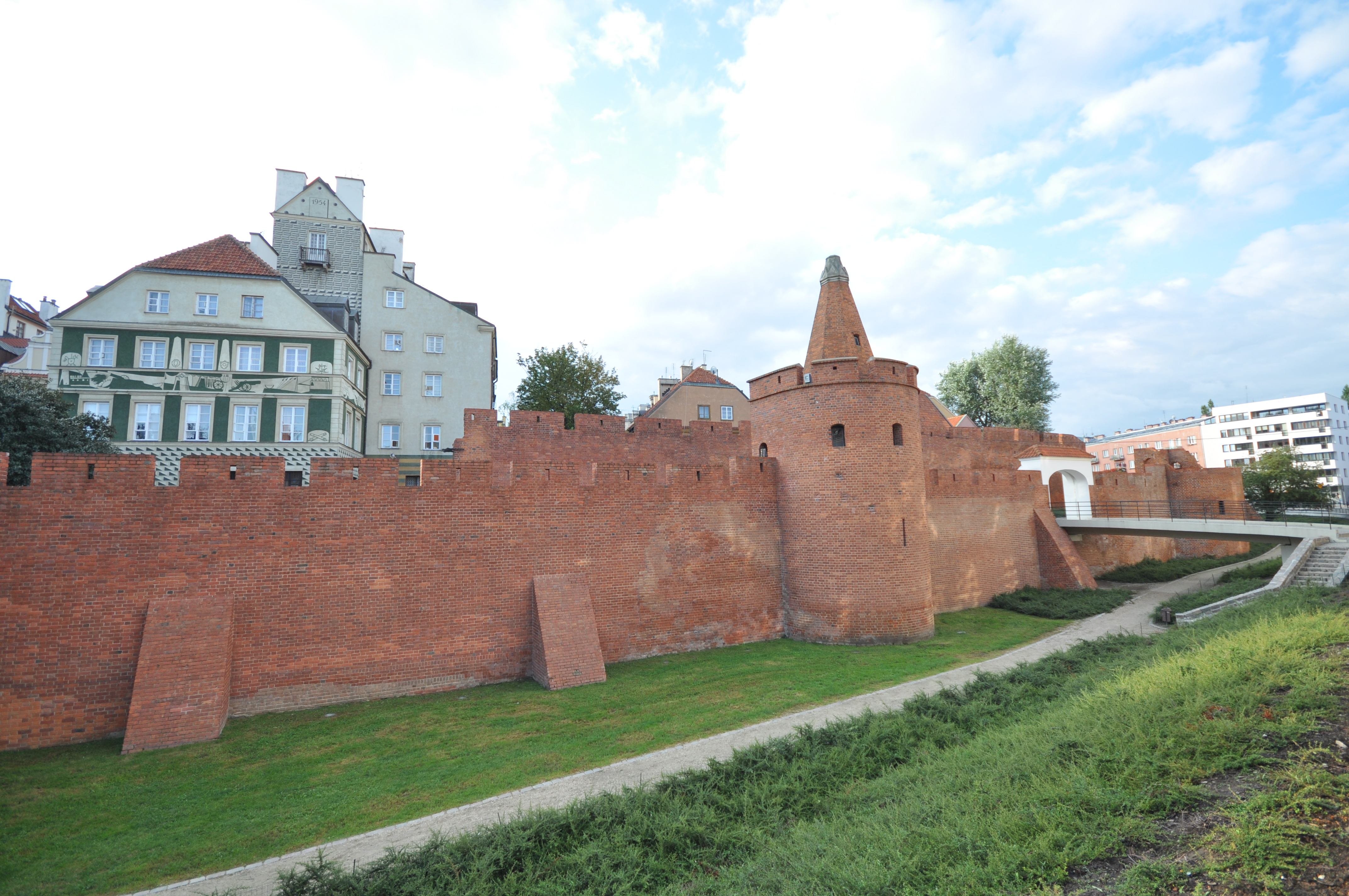
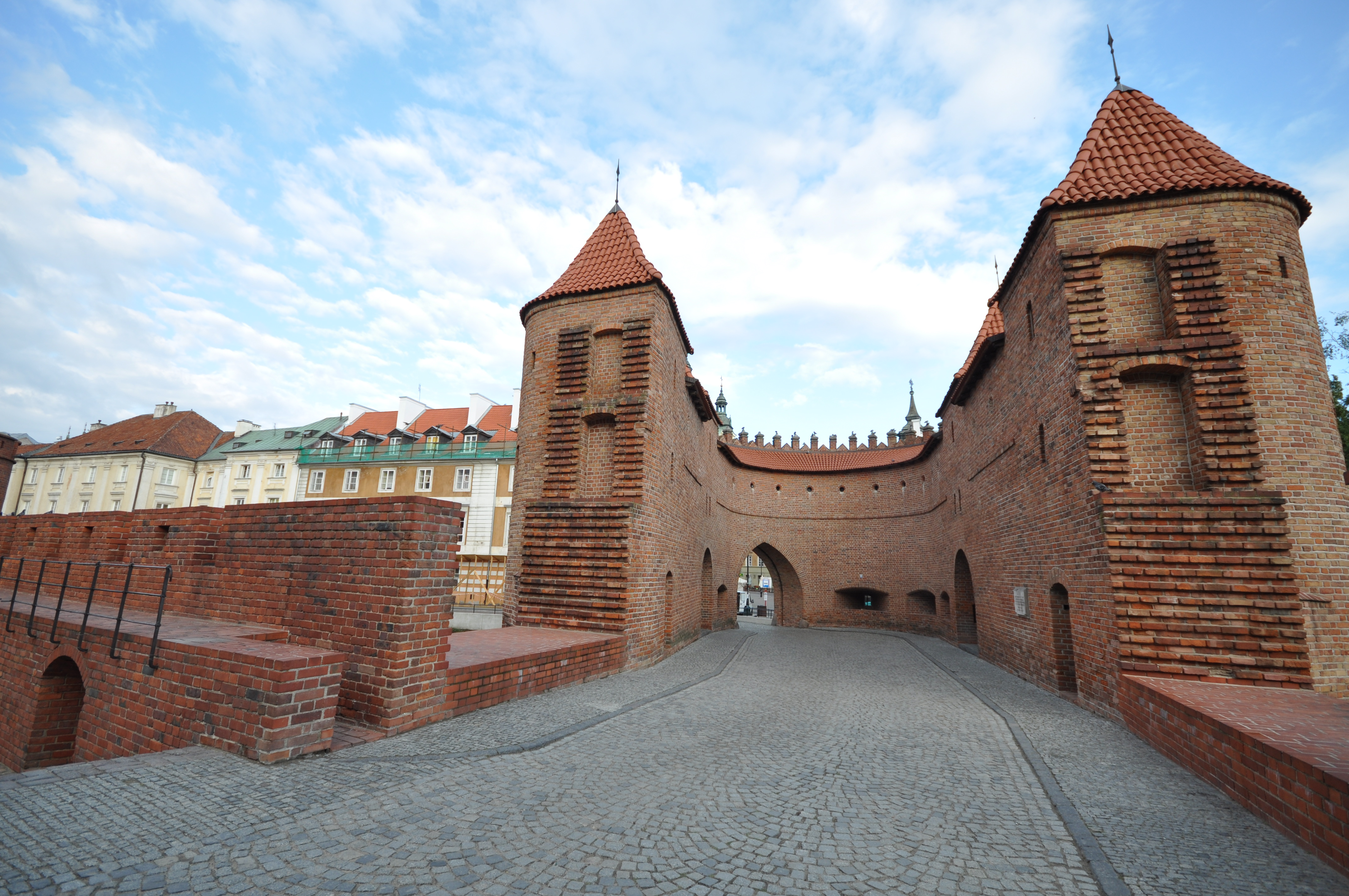